# Esplanade di Metz
L'Esplanade è un giardino di Metz, in Francia, sito all'ingresso del quartiere di Metz-Centre.
Si tratta di un giardino alla francese posto a poca distanza da place de la République. In virtù della sua posizione, l'Esplanade sovrasta la valle della Mosella, là dove sorge il parco del Plan d'eau, ed è circondato da monumenti storici ed edifici civili di rilievo quali l'Arsenale, la Cappella dei Templari, la chiesa di San Pietro-aux-Nonnains e il palazzo di giustizia.

## Storia

### Origini
Lo spazio che oggi ospita il parco dell'Esplanade e place de la République fu occupato fino alla fine del XVIII secolo dalla cittadella fortificata di Metz, un avamposto circondato da fossati che serviva a difendere meglio la città: il primo nucleo della passeggiata dell'Esplanade fu creato però già nel 1635, al di fuori della cittadella, nello spazio tra i fossati e i bastioni della città, insieme ad una piccola piazza, chiamata place Royale (l'odierna place de la République).

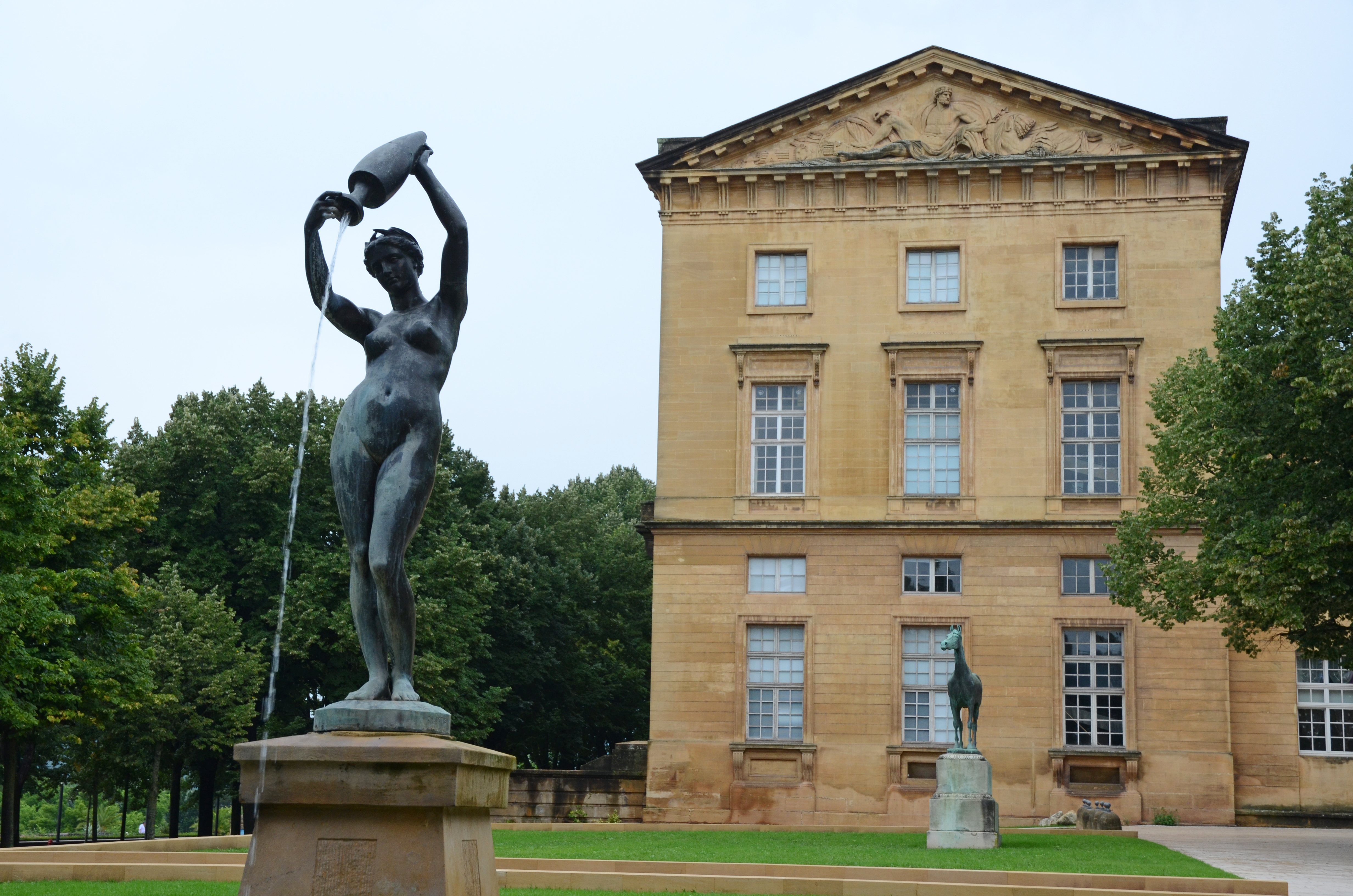
La Ninfa di Pêtre e il Cavallo di bronzo di Fratin, due delle sculture che decorano l'Esplanade.

Nel 1797 fu deciso di smantellare la cittadella e livellare il terreno, ampliando la piazza e l'Esplanade. I lavori ebbero inizio nel 1802 e si conclusero nel 1816. Nel parco ampliato furono piantati tigli e ippocastani, e alcuni tra i migliori scultori della Scuola di Metz furono chiamati a decorare l'Esplanade: Christophe Fratin scolpì un Cavallo di bronzo nel 1850, mentre Charles Pêtre realizzò un monumento in onore del maresciallo Michel Ney nel 1855 e la statua della Ninfa (o Fonte) nel 1869. Quest'ultima statua suscitò molto scalpore a causa della rappresentazione della nudità della ninfa, al punto da provocare un lungo dibattito tra chi ne voleva la rimozione e chi il mantenimento. Alla fine si decise di lasciare la statua lì dove si trovava. Tali sculture sono considerate oggi i simboli dell'Esplanade.
L'Esplanade acquisì fin da subito un ruolo centrale nell'immaginario collettivo dei cittadini, divenendo insieme alla piazza limitrofa uno dei principali luoghi di incontro. Nel 1861 inoltre place de la République e l'Esplanade ospitarono l'Esposizione Universale di Metz. Nel 1865 fu creata una scalinata per permettere alla gente di scendere dall'Esplanade verso la Mosella.
Nel 1870 invece, durante la guerra franco-prussiana, nell'Esplanade come in place de la République fu istituito un ospedale da campo per curare i soldati feriti, e durante l'annessione di Metz all'Impero tedesco si decise di sostituire gli ippocastani con dei platani.

### Anni recenti
Anche nel corso del XX secolo l'Esplanade ha subito interventi di rifacimento: nel 1967, nell'ambito della creazione di un parcheggio lungo la piazza, l'Esplanade fu ridecorata con querce e tigli, mentre nel 2008, con la decisione di pedonalizzare place de la République per creare una più ampia ed integrata promenade tra la piazza e il parco, fu creato un parcheggio sotterraneo sotto l'Esplanade.
L'Esplanade, insieme a place de la République, ospita vari eventi culturali quali la fiera del libro di Metz (nota come Le Livre à Metz) e il tradizionale mercatino di Natale di Metz.